# 双鞭毛虫门
双鞭毛虫门（Dinoflagellata）过去算作藻类植物的一门，也常视为藻类而称甲藻。目前被分类为囊泡虫的一个门。已发现的物种超过1500种，分布于池塘、湖泊和海洋中。
由于该门的种类有一半为自營，另一半为异營。也有很多物种是混合营养。所以长期以来植物学家与动物学家把该门划入自己的研究领域，分别称为“甲藻”与“双鞭毛虫”。植物学家把它们视作一大类的藻类，命名为Pyrrophyta或Pyrrhophyta，意为“火藻”，其中pyrr(h)os是希腊语的“火”之意，这是根据甲藻的生物发光特性来命名。中文名甲藻是根据其常具外壳的特性来命名的。动物学家把它们视为一大类的鞭毛虫，命名为Dinoflagellata，是旋转(希腊语的 δῖνος dinos)+鞭毛虫(flagellate)之意，这是根据其鞭毛的运动方式来命名。中文或据此直译为“涡鞭毛虫”，或根据鞭毛生长的部位称为“腰鞭毛虫”，或称为“甲鞭藻”以兼顾双方学者。但根据《中国生物物种名录》，在双鞭毛虫门之下设有甲藻纲，表明在大陆的正式说法应为双鞭毛虫。
双鞭毛虫（甲藻）具有很高的形态多样性，一般为单细胞、双鞭毛。其染色体未结合组蛋白，首尾相接成环状，具有原核细胞的特征，被称为介核生物（mesokaryto）。由于具有从无囊泡变化为有囊泡的形态，再现其进化历史非常困难。
甲藻作为主要的初级生产者，在水生生物链中非常重要角色。
虫黄藻（zooxanthella）内共生于海洋无脊椎动物，在珊瑚礁生物学中非常重要。其它的双鞭毛虫是无色的原生生物的掠食者，还有一些是寄生生活(例如丝绒病（Oodinium），有害费氏藻（Pfiesteria））。
目前已有约1,555个海生非寄生性双鞭毛虫物种被描述。另外一个估计是共有约2000个物种，其中超过1700个是海洋物种，约220个是淡水物种。
甲藻是主要赤潮种，其中120多种能形成赤潮，60多种为有毒种类。
双鞭毛虫目前已有一些综述。

## 特征
- 生物個体多为单细胞，少数是球胞型或丝状体。
- 植物体略成球形，一般是黄绿色或黄褐色。载色体为金褐色，含有叶绿素和多种类胡萝卜素，少数种类无色，腐生或寄生。
- 双鞭毛虫类细胞壁主要是由纤维素组成，壁上有花纹，少数种类无细胞壁。多数种类具有纵沟或纵、横沟。因此，甲藻门分为横裂甲藻纲和纵裂甲藻纲。
- 主要以细胞分裂和产生孢子进行繁殖。

## 历史
1753年，双鞭毛虫首次被Henry Baker描述为「使海水变为红色的微动物」，1773年由Otto Friedrich Müller命名。
1830年代，德国微生物学家C.G. Ehrenberg研究了几种水与浮游生物样本，提出了几个甲藻的「属」，甚至沿用至今，如：Peridinium、Prorocentrum与Dinophysis。

## 分类
大多数甲藻有甲藻核(dinokaryon)，被分类为甲藻纲(Dinokaryota)，不具有甲藻核的被分类为共甲藻纲(Syndiniales)。
甲藻虽然是真核生物，但它的细胞核并不是典型的真核生物细胞核，因为缺少组蛋白, 核小体且在有丝分裂时保持浓缩染色体。Dodge (1966)称甲藻核为介核（mesokaryotic），即处于细菌与真核细胞的中间状态。但甲藻细胞包含了真核细胞的典型细胞器，如高尔基体，线粒体、叶绿体。
Jakob Schiller (1931–1937)提供了海生与淡水物种的描述。Alain Sournia (1973, 1978, 1982, 1990, 1993)给出了当时的分类。Sournia (1986)给出了海生物种的图示。最新分类由Gomez给出。

## 形态
甲藻是单细胞，具有1-3根鞭毛。通常，具有两根鞭毛：一根向后，称为长鞭毛；另一根鞭毛侧生，称为侧生毛. 鞭毛从细胞外壁的鞭毛孔中出露。侧生鞭毛像一条带子并螺旋挥舞，提供了大部分推进力。长鞭毛作为舵，也提供少量推进力。
甲藻的复杂的细胞外壳称为amphiesma, 由扁平的囊泡组成，称为alveoli。带硬壳的甲藻是由纤维素板片构成其外壳。外壳的不同形状与组织，依赖于物种甚至是发育阶段的不同。传统上，称板片的形态构造和组合情况称为"tabulation". 可分为六种：: gymnodinoid, suessoid, gonyaulacoid-peridinioid, nannoceratopsioid, dinophysioid and prorocentroid.纤维排出小体在很多种情况下都存在。
从事光合作用的甲藻的叶绿体有3层膜，提示甲藻在进化史上是吞吃了某些藻类获得了光合能力。一般包含叶绿素a 与c2，β-胡萝卜素，一些叶黄素类是甲藻所独有的，如多甲藻素（peridinin）、甲藻黄素（dinoxanthin）、硅甲藻黄素（diadinoxanthin）。这些色素使甲藻具有典型的金褐色。但某些甲藻通过内共生获得了其它色素，岩藻黄素（fucoxanthin）。顶复门细胞中发现的色素体，提示与甲藻有共同祖先。
甲藻细胞有更常见的胞器如粗面与滑面内质网，高尔基体，线粒体，脂粒与淀粉粒，食物泡。有些甲藻甚至有光敏胞器——眼点或眼斑或更大的带有核仁的核。一种叫做Erythropsidium的甲藻具有最小的眼睛。
某些物种有内部的硅质骨架组成两个星形，其功能未知，但可以从微化石中发现。Tappan给出了甲藻内骨架的一个综述。

## 内共生
大部分虫黄藻属于甲藻范畴。甲藻与珊瑚虫的关系密切。甲藻内共生于大量的无脊椎动物或者原生生物内部，例如海葵，水母，裸鰓類，有巨型贝壳的砗磲，以及放射虫与有孔虫。许多现存甲藻是寄生的(这里的定义是从猎物的内部吃掉它，即内寄生，或者附着在其猎物身上很长时间，即外寄生)。被寄生的宿主可以是动物或者原生生物。Protoodinium, Crepidoodinium, Piscinoodinium 以及Blastodinium保留了色素体同时寄生于鱼类或浮游动物。

## 生境
甲藻出现于所有水环境中，包括海洋、盐沼、淡水、包括雪和冰。

## 营养策略
甲藻包括自养，吞噬，共生、寄生等生活方式。有光合能力的自养甲藻大约占了一半的物种。完全自养的物种是非常罕见的。有些物种是混合营养策略，如Protoperidinium是寄生兼光合作用.
食物包括细菌、蓝绿藻、小型甲藻，硅藻，纤毛虫与其他甲藻。
捕食与摄取的机制非常多样。一些甲藻，包括有鞘的（如 Ceratium hirundinella,;Peridinium globulus,）与无鞘的（如Oxyrrhis marina,;Gymnodinium sp.,;与Kofoidinium spp.,），或者通过鞭毛摆动制造的水流或者通过伪足变形，吸引猎物到胞口区域，然后吞噬。Protoperidinium conicum伸出一个大型进食管插入猎物，然后细胞外消化掉猎物。Katodinium (Gymnodinium) fungiforme，常被发现污染了藻类与纤毛虫培养，通过附着在它的猎物上，通过一个可扩展的柄摄入猎物的细胞质。海生甲藻的捕食机制还所知极少，但在Podolampas bipes观察到了伪足扩展。

## 生命期循环

甲藻生命期循环: 1-二分裂, 2-有性复制, 3-游动合子, 4-休眠合子, 5-planomeiocyte

大多数甲藻具有独特的细胞核，称作甲藻核(dinokaryon)，其中染色体附着在核膜上。缺少组蛋白、在分裂间期保持缩聚的螺旋状态，有丝分裂时使用独特的外部的细胞质纺锤体且核膜核仁不消失。这种核曾经被认为是原核生物与真核生物的中间态，所以被称为“介核”(mesokaryotic)，但现在认为这是一种高级而不是原始的风格。
大多数甲藻在整个生命期通常是dikaryotic。甲藻通常是单倍体，复制主要通过二分裂，也存在有性复制。两个个体融合为一个合子，经过一个甲藻出孢囊，然后减数分裂形成一个单倍体。
当条件不利时，通常是营养耗尽或者不充分的光照，有些甲藻极大地改变了生命期循环。两个甲藻细胞融合在一起，形成了一个游动合子。然后转入休眠，称为休眠合子。外部形成一个硬壳。当环境允许，则破壳而出，恢复正常形态。

## 有害的藻类暴发
甲藻有时形成暴发，浓度超过100万个细胞每毫升，释放出大量毒素，形成了红潮, 根据其导致的水的颜色命名。有些无色的甲藻也会暴发，形成毒潮，例如有害费氏藻(Pfiesteria)。有些甲藻暴发并不危险。夜间看到的海水的蓝色闪光是甲藻暴发时，受到扰动时的生物发光。
赤潮对贝类的影响，如蛤蚌毒素（saxitoxin），会造成瘫痪。藻类暴发对生态破坏的研究。

## 脂类与固醇的制造
甲藻生产特别的脂类与固醇。甲藻制造的一种典型固醇是dinosterol。

## 生物发光
在夜间，海水可以有闪光，这是由于甲藻的发光.超过18种甲藻能生物发光，多数(包括Gonyaulax)发出蓝绿光。因此当受到力学刺激—穿、游泳、波浪——海面可以发出蓝色闪光。荧光素-荧光素酶的反应是pH敏感的。当pH下降，荧光素酶改变了形状，荧光素（一种四吡咯）被绑定。甲藻使用生物发光作为一种防御机制。闪光能震慑捕猎者，或者甲藻能避开潜在的捕猎者通过这种“防盗警报”信号。
生物发光的甲藻的生态系统是非常脆弱的。

## 运输
甲藻的外壳可以快速沉入海底作为海洋雪.

## 进化历史
甲藻化石最早出现于三叠纪中期,同时地球化学标记提示早寒武纪

## 基因组
最令人吃惊的是甲藻细胞DNA的数量。大多数真核藻类平均包含0.54 pg DNA/细胞, 而甲藻估计DNA的内容为3–250 pg/细胞, 相当于约3000–215 000 Mb（作为对照, 单倍体人的基因是3180 Mb 单倍体小麦是16 000 Mb）。多倍性或者多线性可能是这种大规模的细胞DNA内容，但DNA再聚集动力学不支持这一理论。
除了不成比例的庞大的基因组，甲藻细胞核在形态、调节、组成上也是独特的。
甲藻与其近亲，顶複门，具有不寻常的非常精简的线粒体基因组。顶复门细胞的线粒体基因组只有大约6Kb。甲藻基因组经历了很多重组，包括基因组放大、重组合，导致了每个基因或基因片段的多个拷贝或多个组合。失去了标准的停止密码子与cox3的mRNA的转结合部分，大多数基因的大量RNA编辑记录。这种变换的原因未知。